# 곤고 (전함)
공고(일본어: 金剛)는 일본 제국 해군이 첫 초 드레드노트급 순양전함으로 발주한 콘고급 전함의 1번함이다.

## 함명의 유래
콩고의 함명은 나라현과 오사카부의 경계에 있는 콩고 산에서 따왔다.
계획 당시 명칭으로는 '이(伊)호 장갑순양함'으로, 장갑순양함으로 계획되었으나 건조 중 순양전함으로 함종을 변경해서 곤고라고 명명되었다.

## 건조 경위
1907년에 곤고의 건조가 결정되었다. 일본 제국 해군은 1911년에 곤고를 장갑순양함에서 초노급 순양전함으로 건조하도록 계획을 변경하였다. 예산이 통과된 때는 1910년이었다.

## 건조
기본 계획은 곤도 모토키(近藤基樹)가 담당했다. 1912년 5월 18일에 '콩고'라고 명명되었다. 1913년 5월 15일 마사키 요시모토 중사(곤고 부함장 겸 함정본부 의장원)가 사고로 큰 부상을 입어서 후임으로 고바야시 겐조 중사가 들어왔다.
1913년 8월 16일 준공. 같은 날 순양전함 콩고로 함정류별등급표에 등록되었다.

## 개장

### 제1차 개장까지의 소개장(小改装)
제1차 개장까지 계속 소개장을 받았다. 다음은 연도 별로 기재.
- 1914년 10월부터 다음해 봄[11] - 나침 함교 상부에 전장(前檣)과 연결되는 노천 갑판을 설치[11]. 7, 8번 90cm 탐조등을 110cm 탐조등으로 변경[11][1].
- 1915년 7월[11] - 1, 2번 90cm 탐조등을 110cm 탐조등으로 변경[11][1].
- 1916년 말[11] - 전방 삼각 마스트 꼭대기의 사격 관측소에 방위반 조준 장치를 설치하여[2] 약 22,000m까지 포격이 가능하게 됐다[1]. 주포탑 위에 있던 자포(子砲, 8cm 단포)를 철거하여[1][11] 8cm 외통포(外筒砲)를 장비했다[11].
- 역풍이 불 때 배기 매연이 함교에 유입되는 것을 막기 위해 제1연돌의 높이를 높게 변경, 연돌 상부에 방연판(防煙盾)을 설치[1].
- 사격 명중률 향상을 위해 전방 마스트 야드 전면에 측적소(測的所)를 설치[1].
- 1918년 3월 4일[11] - 1, 2번 연돌 양현 최상부 갑판의 8cm 단포를[11] 8cm 단장고사포 4기로 변경[11][1].
- 전방 마스트 기반의 달아낸 부분과 제1연돌 옆의 탐조등을 폐지, 제1연돌과 제2연돌 사이에 탐조등대를 설치하여 탐조등을 이동했다[1].
- 제2연돌 꼭대기에 연로(煙路) 빗물 침입 방지막을 부착[1].
- 포탑과 함교 전면부에 측거의를 설치[1].
- 앞부분 삼각 마스트를 폐지하고 사격 지휘소를 포함한 망루형 함교로 했다[1].
- 1925년 11월 1일부터[11] - 주포 앙각을 25도에서 33도로 올림[11]. 이로 인해 최대 사정거리를 25,000m에서 28,500m로 늘림[1]. 포실(gunhouse) 지붕 장갑을 3인치에서 6인치로 증가[11].
- 후방 삼각 마스트 위의 사격 관측소를 철거[1].
- 제3포탑 후방의 상부 구조 위 수상 정찰기를 탑재하였고, 이를 끌어 올리기 위한 데릭 포스트와 붐을 우현에 설치했다[1].

### 제1차 개장

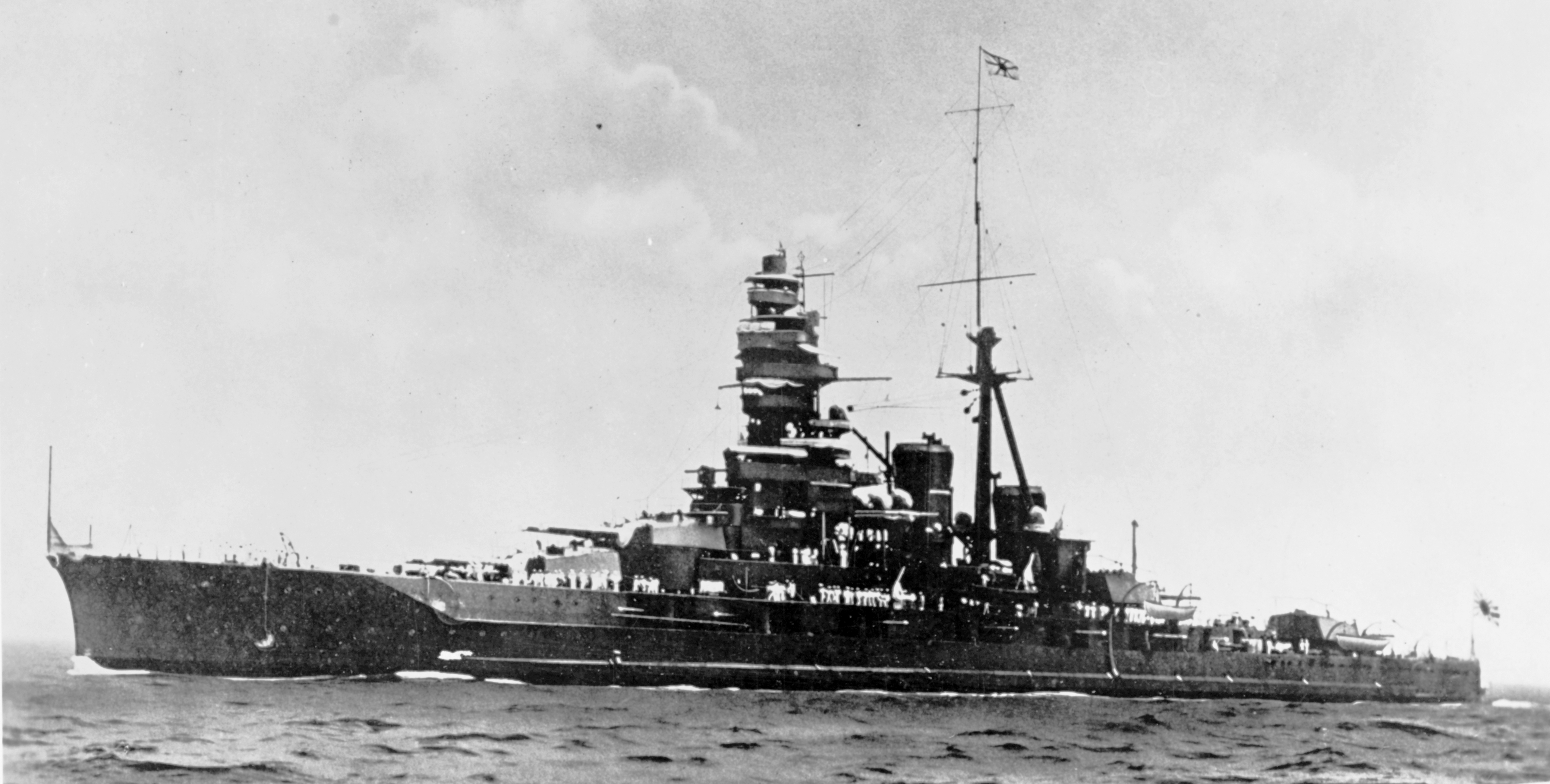
제1차 개장 후의 곤고

1928년 10월부터 1931년 9월 15일까지 요코스카 해군공창에서 수평 및 수중 방어력 강화와 중유로 연료 변경이 이루어졌다. 1931년 6월 1일 부로 전함으로 함종이 변경되었다.
- 주 보일러인 이호 함본식 보일러 36기를 떼어내고, 개량형인 로호 함본식 보일러의 중유 · 석탄 혼소(混焼) 보일러를 6기, 중유 전소(専焼) 보일러를 4기로 총 10기를 장착하였다[1].
- 수평 방어의 강화. 탄화약고 상부 갑판에 두께 4인치의 NVNC 장갑판을, 기관 구획에는 보일러실이나 기계실 위의 하부 갑판에는 두께 3인치의 HT 강화재를 추가했다[1].
- 포탑 지지대의 원통부 장갑판과 바깥에 노출된 포탑 장갑을 3인치 증가시켜 6인치로 했다[1].
- 연로(煙路), 통풍로, 양탄통(揚弾筒)이 방어 갑판을 지나가는 부분을 4인치에서 7인치 범위로 증가시켰다[1].
- 어뢰와 지근거리에서의 터진 포탄 등 수중 방어로 바이탈 파트 부분의 외측 판에 1인치 두께의 HT재를 3~4장 덧붙였다[1].
- 주 보일러실 외측의 연료 창고 안에 두께 2인치의 HT재 세로 격벽을 신설했다[1].
- 수중 방어를 위해 흘수선의 4/5 길이로 총 용량 3,000t의 벌지를 달았다. 전후방은 수방(水防) 구획, 중앙부는 연료 탱크로 사용했다. 함선의 폭이 넓어지며 수중 저항과 배수량이 증가했기 때문에 속력은 떨어졌으나 복원 성능이 향상되었다[1].
- 연돌을 하나 줄여 총 2개의 연돌을 갖게 되었다. 중유 사용 증가로 원래 있던 석탄 창고의 일부는 유밀(油密)되어 급유 배관 의장 설치로 중유 탱크가 되었고, 이로 인해 중유 탑재 총량은 5,000t이 되어 항속 거리는 14kt로 운행 시에 2,000해리 늘어났다. 또한 배연의 색이 옅어져 원거리에서 발견될 확률이 줄어들었다[1].
- 함교 구조를 변경하여 장루(檣楼) 꼭대기에 사격 지휘소를 설치했다[1].
- 3번 주포탑의 뒤쪽에 수상 정찰기 3기 탑재 설비를 설치했다[1].
- 수중 어뢰 발사장치 4기를 철거했다[1].

이 외 함내 전반적으로 걸쳐 의장의 수정이 이루어졌다.

### 제1차 개장과 제2차 개장 사이의 소개장
- 8cm 단장고각포 7기를 철거, 12.7cm 연장고각포 4기를 장비[1].
- 40mm 연장기총 2기를 장비[1].
- 캐터펄트를 장비[1].
- 부포(副砲)인 1번, 2번 15cm 단장포를 철거하고, 포곽 개구부(砲廓開口部)를 폐쇄했다[1].

### 제2차 개장
1935년 6월부터 1937년 1월까지 요코스카 공창에서 기관 변경으로 비롯한 속력 증가와 무장 강화가 이루어졌다. 기관 출력은 136,000마력으로 향상, 최대 속력은 30.3kt로 되었다. 연료 탑재량은 6,450t로, 18kt로 운행 시 항속거리는 9,800해리가 되어 근대적인 고속전함이 되었다.
- 원래 장비하고 있던 주 보일러를 떼어내고, 로호 함본식 대형 중유 전소 보일러 8기를 설치했다.
- 주 기관을 함본식 기어드 터빈 4기로 변경했다.
- 보일러 배치를 변경해서 보일러실 구획을 폐지, 연료 탱크로 변경했다.
- 선체 저항을 줄이기 위해 함미를 7.4m 늘렸다.
- 능파성을 향상시키기 위해 함수를 예리한 형태로 변경.
- 함교 구조와 관련 모든 방을 대폭적으로 개조. 장루 꼭대기에 10m 측거의를 설치, 사격 지휘 장치를 신형 기기로 변경했다. 이들의 진동 방지를 위해 함교 구조 장루의 뒤쪽에 보강 지지대를 설치했다.
- 후방 함교 구조를 대형화, 제2연돌에서의 배연과 열을 피하기 위해 경사를 주었다.
- 주포 앙각을 33도에서 45도로 올려서 최대 사정거리는 28,500m에서 33,000m로 늘어났다.
- 부포 앙각을 30도로 하여 최대 사정거리를 늘리고 포제강대좌와 포곽을 수정했다.
- 수중 발사관을 완전 폐지, 창고 혹은 연료 탱크로 사용했다.
- 40mm 기총을 철거하여 25mm 연장기총 10기를 탑재.

이 외 함내 전반적인 의장을 수정하여 거주성이 향상되었다.

### 제2차 개장에서 제2차 세계 대전까지의 소개장
- 벌지 안에 강철 파이프를 배치했다.
- 자기 기뢰 방지를 위해 현외(舷外) 전기선을 떼어냈다.
- 주·배수 장치를 신설했다.
- 방독 장치를 신설했다.
- 주포탑의 장갑 두께를 늘렸다.

## 제1차 세계 대전
당시 영국은 독일 제국과 교전 상태였다. 일본은 영국과 영일 동맹을 맺고 있었기 때문에 유럽으로의 육군 파견과 곤고급 전함의 대여 등의 요구를 받았으나 영일 동맹은 러일 전쟁을 위해 맺어진 동맹이었기 때문에 일본은 너무 멀리 있다는 이유로 이 요청을 거절했다. 그러나 독일군이 중국 칭다오를 조차지로 동아시아에 거점을 구축하고 있었기에 이를 공략하기 위해 영일 동맹에 따라 일본은 독일에 선전 포고를 하게 되었다. 1914년 8월 18일 칭다오 전투를 대비하여 콩고는 히에이와 함께 제1함대에 편성되었다.

### 군축 조약
제1차 세계 대전 종전 후, 1921년 11월 11일부터 1922년 2월 6일까지 워싱턴 회의가 개최되었다. 이 때의 군축 조약으로 인해 전함 및 항공모함의 소유 수에 제한이 걸리게 되었다.
일본 제국 해군은 88함대 계획으로 콩고와 같은 순양전함을 새로 8척 건조 예정이었으나 워싱턴 해군 군축 조약으로 인해 계획을 변경(아마기형 순양전함 4척) 혹은 계획을 중지(13호형 순양전함 4척) 하게 되었다.
이 조약으로 콩고는 1933년에 함령 20년에 도달해 대체 함선의 건조가 가능해졌기 때문에, 곤고 대체형 전함의 건조가 계획되었다. 이에 후지모토 기쿠오 조선 소장과 히라가 유즈루 조선 중장이 각자 설계안을 제출했으나 1930년 개최된 런던 해군 군축 회의에서 전함 건조 중지 조치를 5년 연장하였기 때문에 계획은 중지되었다. 또한 런던 해군 군축 회의에서 기존에 있던 군함 수의 삭감으로 인해 동형함 히에이는 일시적으로 연습 전함이 되었으나, 일본과 이탈리아는 제2차 런던 해군 군축 회의에서 탈퇴를 표명하면서 기존 군축 조약 기간 만료로 히에이는 전함으로 되돌아갔다.

## 제2차 세계 대전

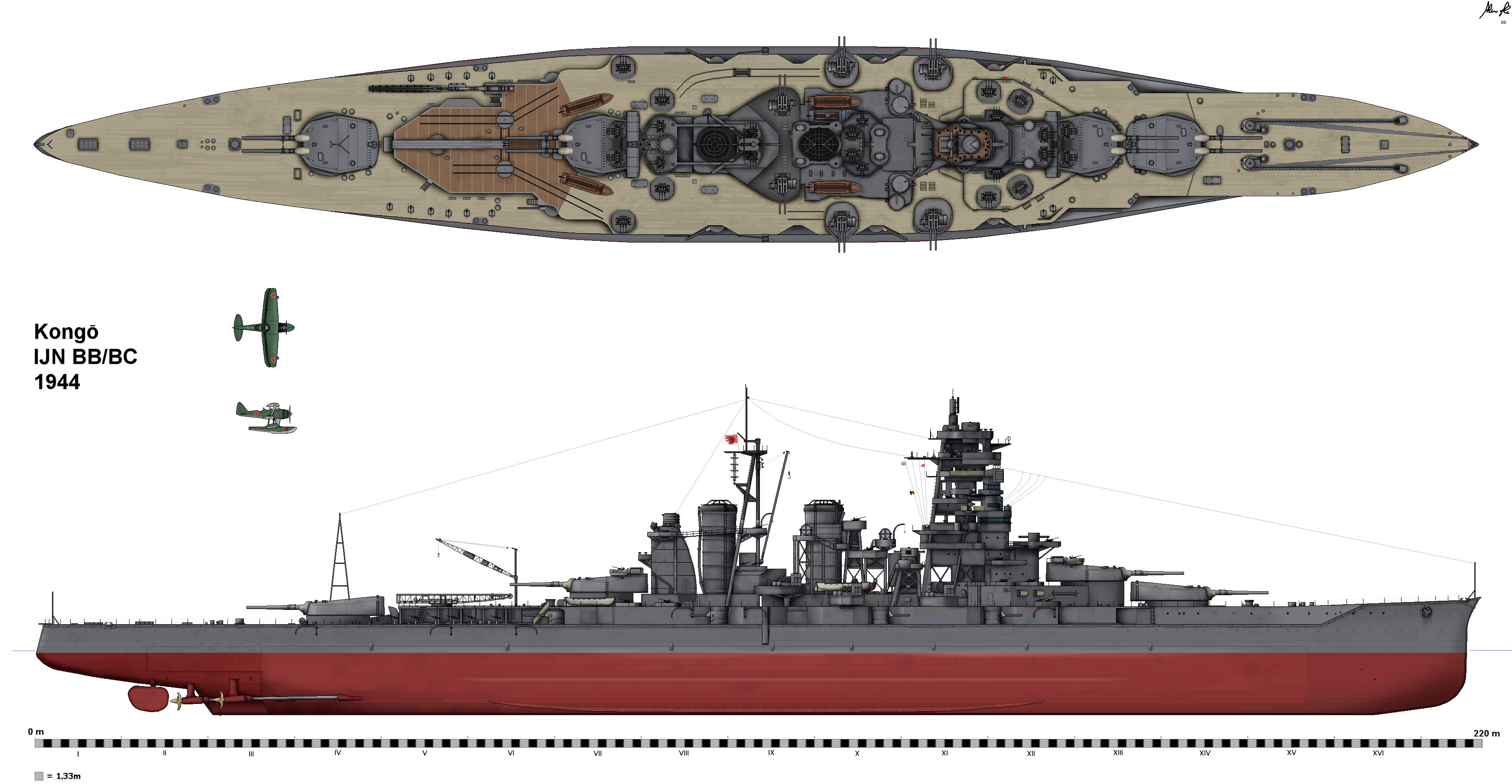
근대화 개장 후의 곤고

콩고급 전함은 당초 순양전함으로 설계되었지만, 제1차 개장으로 방어 강화가 이루어져 14인치 포에 대응 방어 능력을 갖춘 전함이 된 곤고급은 나가토급 전함 다음으로 위력 있는 전함이었다. 그러나 나가토급 전함 이전의 일본 전함과 같이 전체 방어 방식을 택한 곤고급은 현측, 갑판, 바이탈 파트 부분 뿐만 아니라 바이탈 파트가 아닌 부분까지 광범위하게 방어를 하고 있었기 때문에, 원래부터 부족한 장갑 부분이 전체적으로 얇게 될 수 밖에 없었고 나가토급보다 방어가 약하게 되었다. 하지만 콩고급은 수뢰전대와 함께 전위 함대로 야전 참가를 가능케 하도록 제2차 개장 때 기관 교체가 이루어졌다. 이로 인해 제2차 세계 대전에 참가한 일본 전함 중에서는 유일하게 30kt를 넘는 고속전함이 되었고, 다른 주력함과 같이 온존해 두는 것이 아닌 구축함과 같은 취급을 해야 한다는 의견이 나오기도 했다.
각 방면의 의견을 종합한 결과 콩고급 전함은 그 특징을 살려 수뢰전대와 함께 경계부대로서 기동부대를 호위하기로 하였다. 이 때문에 공격 · 방어 모든 면에서 문제가 있던 노후함 후소급 전함이나 조종이 힘들있던 이세급 전함과는 다르게 제2차 세계 대전에 참전한 일본 전함 중에서는 활동할 기회가 가장 많았던 전함이 되었다.

### 남방 작전

#### 말레이 해전(1941년 12월 10일)
콩고급 전함 4척(콩고, 히에이, 하루나, 기리시마)는 제3전대(사령관 미카와 군이치 중장)를 편성하였고, 특히 제3함대 제2소대(콩고, 하루나)는 태평양 전쟁 개전 당시 남방 작전에 참가하여 남방 공략 부대의 지원 임무를 맡았다. 싱가포르에 진출해 있던 영국 해군 동양 함대의 기함 프린스 오브 웨일스(HMS Prince of Wales)와 대치하게 되었으나 신예 킹 조지 5세급 전함보다 속도 말고는 모든 면에서 성능이 부족한 순양전함 곤고급 2척의 포격은 기획되지 않았고 항공대와 수뢰전대에 의한 공격이 계획되었다. 작전 중 전함이 항공기에 의해 격침될 경우는 없다고 생각하여 단 한 기의 호위 전투기도 엄호하지 않은 채 일본의 항공기를 과소평가(이탈리아군과 동등하거나 그 이하)한 영국 측은, 이 해전의 결과 일본 제국 해군 항공대에 의해 전함 프린스 오브 웨일스와 순양전함 리펄스(HMS Repulse)를 잃게 되었다. 그러나 실제로 프린스 오브 웨일스와의 포격전이 가능한 거리까지 접근했었다는 것이 작전 후 드러났다.
이후 제3전대는 콩고급 4척 모두를 나구모 기동부대(항공모함 아카기, 소류, 히류, 즈이카쿠, 쇼카쿠)의 수반함으로 인도양에 진출하였다. 이 때 제3전대대 번호는 기함/제1소대 (1)히에이, (2)기리시마, 제2소대 (3)하루나, (4)콩고였다. 3월 6일, 제2항공전대(사령관 야마구치 다몬 소장 : 소류, 히류), 제3전대 제2소대(하루나, 곤고), 제1수뢰전대 · 제17구축대(다니카제, 우라카제, 하마카제, 이소카제)는 기동부대 본대에서 분리, 크리스마스섬으로 향했다. 항모 2척의 호위로 제17구축대 제2소대(하마카제, 이소카제)를 남기고 별동대 4척(곤고, 하루나, 다니카제, 우라카제)는 크리스마스섬에 함포 사격을 실시하였다. 이어서 실론 해전(1942년 4월 5일 ~ 4월 9일)에는 제3전대로 콩고급 4척 모두가 참가하였다. 미드웨이 해전(1942년 6월 5일 ~ 6월 7일)에는 제3전대 제2소대(히에이, 콩고)로 공략 부대에 참가하였다. 그 후 6월 9일부터는 북방 작전 지원에 종사하였다.

### 솔로몬 제도의 전투

#### 핸더슨 기지 함포 사격(1942년 10월 13일)
미드웨이 해전 패배 이후 대규모 함대 편제 변경으로 인해 제11전대(사령관 아베 히로아키 소장 : 히에이, 기리시마)가 편성되어 제3전대는 곤고급 2척(곤고, 하루나)으로 되었다. 또한 미카와 군이치 중장은 새로 편성된 제8함대 사령장관으로 임명되면서 후임으로 구리다 다케오 중장(전 제7전대 사령관)이 제3전대 사령관으로 착임했다. 1942년 8월 상순 이후 과달카날 전투에 참가하였다. 10월 13일, 정신공격대(挺身攻撃隊) 지휘관 구리다 다케오 제3전대 사령관 지휘 하에 정신공격대(제3함대 '콩고, 하루나', 제2수뢰전대 이스즈(제2수뢰전대 사령관 다나카 라이조 소장), 제15구축대 '오야시오, 구로시오, 하야시오', 제24구축대 '우미카제, 가와카제, 스즈카제', 제31구축대 '다카나미, 마키나미, 나가나미')의 전력으로 핸더슨 비행장(현 호니아라 국제공항)을 포격했다. 비행장을 일시적으로 기능 정지 상태로 만들었으나 완전이 파괴하지는 못하였고, 제4수뢰전대가 호위하던 수송선단은 공습으로 큰 타격을 입게 되었다. 이어서 산타 크루즈 해전에서는 육군의 과달카날섬 총 공격의 지원에 종사하였다. 제3차 솔로몬 해전(1942년 11월 12일 ~ 15일)에서는 정신공격대(제11전대, 제10전대)나 전진 부대(제2함대, 제4수뢰전대)를 지원하였고 이 작전에서 콩고급 2척(히에이, 기리시마)가 침몰했다. 이후 케호 작전(1943년 2월 1일 ~ 7일)에서는 과달카날섬에서 일본군 퇴각을 위해 함정 지원에 종사하였고 그 후 제3전대(곤고, 하루나)를 포함하여 일본 제국 해군의 전함 부대가 대규모 해전에 참가하는 일은 한동안 없었다.
필리핀 해전(1944년 6월 19일 ~ 20일)에서는 오자와 기동부대 및 전위 부대(제1전대 '야마토, 무사시', 제3전대 '콩고, 하루나', 제4전대 '아타고(전위 부대 기함), 다카오, 마야, 쵸카이', 제7전대 '구마노, 스즈야, 도네, 지쿠마', 제2수뢰전대 '노시로, 나가나미, 아사시모, 기시나미, 오키나미, 후지나미, 하마나미, 다마나미, 시마카제', 제3항공전대 '지요다, 지토세, 즈이호')로 미군 기동부대 함재기와 교전하였고 이 전투에서 하루나는 피탄당해 큰 피해를 입고 레이테만 해전 시에도 최대 속도는 26노트에 불과했다.

### 첩호 작전

#### 레이테만 해전(1944년 10월 23일 ~ 25일)
곤고는 사마르섬 해상에서 호위항공모함 갬비어 베이, 구축함 호엘, 호위 구축함 사무엘 B. 로버츠의 격침에 기여했다.
구리다 함대는 10월 22일 브루나이만을 출격, 제3전대 사령관 스즈키 요시오 소장은 이어서 콩고를 지휘하여 제2함대(제1유격부대) 지휘관 구리다 다케오 제2함대 사령장관(기함 아타고)의 1척으로 레이테만으로 향했다. 23일 이론 아침에 팔라완섬 해상에서 미 잠수함 2척(다터, 데이스)에게 습격 받아 중순양함 2척(아타고(제2함대 기함), 마야)이 침몰하였고 중순양함 1척(다카오)이 대파(大破)하여 구축함 2척(아사시모, 나가나미)의 호위를 받아 이탈하는 피해를 입게 되었다. 아타고 침몰 후 제1유격부대 지휘관 구리다 다케오 중장은 야마토에 장군기를 올렸다. 10월 24일, 제1유격부대 제2부대(제3전대 '곤고, 하루나', 제7전대 '구마노, 스즈야, 지쿠마, 도네', 제10전대 '야하기, 우라카제, 하마카제, 이소카제, 유키카제, 노와키, 기요시모')는 시부얀해의 대공(對空) 전투에 참가하였다. 미군 항공기는 주로 제1전대(야마토, 무사시, 나가토)를 공격하였고, 전함 무사시가 침몰하고 중순양함 묘코가 이탈하게 되는 피해를 입었다. 제3전대는 거의 피해가 없었다.
10월 25일 오전 6시 45분, 제1유격부대는 사마르섬 해상에서 토머스 L. 스프레이그 소장이 이끄는 제77.4임무부대의 제3군(통칭 태피3)와 조우하였다. 미 호위항모군은 전함 부대(야마토, 나가토, 하루나, 콩고)의 선제 포격을 당하고 있을 때 마침 도달한 스콜 속으로 숨기 위해 동쪽으로 도주하였다. 연막을 펼치고 7시 6분부터 차례차례 스콜 속으로 도망쳤다. 구리다 장관이 이끄는 제1유격부대는 제5, 7전대를 선두로 추격을 시작하였고 콩고는 제5, 7전대에 뒤따르며 동쪽으로 향했다. 하루나도 같이 가려 했으나 마리아나 해전에서의 추진 기관 고장이 아직 고쳐지지 않았기에 곤고와 거리가 떨어져 제3전대는 각 함이 뿔뿔이 흩어진 채 추격하게 되었다. 28노트로 돌격하는 제5, 7전대의 후방에서 따라오던 곤고는 7시 14분 적 구축함에 포격을 가한 뒤 스콜 속으로 돌입하였고 7시 22분 적 항공기로부터 기총 소사를 받아 주포 측거의가 파손(9시에 수리가 완료), 스콜에 돌입한 뒤 7시 25분 경 포격을 중지하였다. 7시 33분 호엘에서 발사된 것으로 알려진 어뢰를 회피하였고 그 후 미국 함대를 발견, 예측 위치인 동남동으로 향해 전속으로 돌격했다. 7시 59분 스콜에서 벗어난 콩고는 미 항공모함군을 남서방향에서 발견, 8시 2분부터 주포 및 부포 포격을 재개한 후 8시 5분 남쪽으로 함수를 돌려서 낙오해 있던 갬비어 베이를 쫓아가며 중순양함 부대와 함께 공격을 가했다. 8시 20분 갬비어 베이는 콩고의 주포 지근탄에 의한 기뢰 효과 혹은 중순양함 주포의 수중탄에 의해 전방 기관실이 침수하기 시작했고 속도가 11노트까지 떨어졌다. 그 결과 곤고와 중순양함 부대의 집중 공격을 받아 8시 45분 항행 불능 상태가 되어 9시 11분에 침몰하였다. 콩고는 8시 50분에 '항모 1척 큰 화재 후 대폭발'이라고 보고 후 사격을 중지하였다.
콩고는 8시 55분에 '우리는 140도 방향에 있는 항모로 향한다'라고 보고한 뒤 남동 방향에 있던 항모군으로 향하려 하였으나 구리다 장관은 위치가 가까운 하루나가 공격하라고 명했기 때문에 콩고는 남서 방향의 항모군으로 향했다. 도중 콩고는 중순양함 부대의 포격으로 40발의 포탄이 명중하여 만신창이가 된 호위 구축함 사무엘 B. 로버츠와 9시 2분 조우, 주포 일제 사격으로 직격탄을 날렸다. 전방 5인치 포탑과 후방 기관실에 명중하여 치명상을 입은 사무엘 B. 로버츠는 9시 35분 총원 퇴함했다. 이후 경순양함 야하기와 제17구축대(우라카제, 이소카제, 유키카제)가 결정타를 날려 10시 5분 침몰하였다. 그러나 콩고는 사무엘 B. 로버츠와의 전투로 인해 항모군 추격에서 뒤쳐지게 되었다.
9시 11분 기함 야마토로부터 발신된 '축차 결집'의 집결 명령을 9시 25분 수신한 곤고는 명령에 따라 북상하기 시작하였다. 오후 1시 28분 콩고는 적 항모에서 발진한 함재기의 급강하 폭격으로 지금까지 없었던 큰 피해를 입고 28일 브루나이로 귀환했다.
사마르섬 해상에서 콩고가 소비한 탄약수는 아래와 같다.
- 주포 = 3식 통상탄 98발, 1식 철갑탄 211발

- 부포 = 0식 통상탄 170발, 4식 통상탄 177발

- 고각포 = 3식 통상 탄약포 100발, 통상 탄약포 2,028발

- 기총 = 50,230발

### 침몰
사마르섬 해전 후 제3전대(콩고, 하루나)는 필리핀이나 브루나이를 전전하다 일본 본토로 귀환이 결정되었다. 전함 3척(야마토, 나가토, 콩고), 경순양함 1척(야하기), 구축함 6척(제17구축대 '우라카제, 이소카제, 유키카제, 하마카제', 마츠급 구축함 '우메, 기리')의 편성이었다. 11월 16일 함대는 하루나, 하구로, 아시가라, 오요도 등을 브루나이에 두고 출항하였다. 11월 20일 구축함 2척(우메, 기리)이 함대에서 떨어져 타이완의 마궁으로 향했고 호위 구축함은 제17구축대 4척 뿐이었다. 당시 구축함 기리의 함장 가와바타에 의하면 악천후로 인해 야마토는 '기리는 괜찮은가.'라며 염려하였고 지룽시 해상에서 호위 임무에서 벗어나게 했다. 가와바타는 '좀 더 호위를 계속 했더라면 콩고도 무사했지 않았을까.'라며 회상했다. 이소카제의 승무원에 의하면 곤고에 연료 보급을 부탁하자 '줄 수 있는 연료가 없으니 나중에 따라오도록.'이라는 답변이 있었다고 한다. 20일 20시, 야마토부터 진형 변경 신호가 있어서 야마토→콩고→나가토 순에서 콩고→나가토→야마토 순으로 변경했다. 어떤 자료에서는 브루나이 출항 때부터 콩고→나가토→야마토 순이었다고 한다.
11월 21일 0시, 선두 콩고, 2번 나가토, 3번 야마토 순으로 항행하던 일본 함대는 정체 불명의 전파를 탐지하여 지그재그 항행을 멈추고 속도를 높여 현 해역을 벗어나려고 했다. 함대 선두를 야하기가, 전함 전대의 우현을 우라카제, 유키카제, 좌현을 하마카제, 이소카제가 항행하고 있었으나 태풍을 맞아 레이테만 해전에서 손상을 입은 야하기가 낙오하였고 구축함대도 위험한 상황에 처하게 되었다. 그러던 중 오전 3시 경 곤고는 타이완 해상 지룽 북쪽 50해리 부근에서 미 해군의 잠수함 시 라이온(USS Sealion)의 어뢰 공격을 받았다. 시 라이온은 6발의 어뢰를 발사하여 오전 3시 6분 12노트로 항행하고 있던 콩고 좌현 함수와 2번 연돌 아래의 보일러실에 총 2발의 어뢰가 명중하였다. 이 때 나가토를 노렸는데 명중하지 못한 어뢰 1발이 제17구축대 사령 구축함 우라카제에 명중하여 우라카제는 침몰하였고 제17구축대 사령부인 우라카제 함장 이하 승무원 전원이 전사하였다. 3척이 된 제17구축대는 유키카제가 야마토, 나가토의 호위를 위해 현 해역을 이탈하였다. 콩고는 '6, 8보일러실 침수, 16노트, 경사 14도' 등을 보고한 후 이소카제, 하마카제와 함께 지룽으로 대피하게 되었다. 스즈키 사령관이나 시마자키 함장은 곤고 야전 함교에서 지휘하였다.
당시 콩고는 이미 함령 30년을 넘겨 노후화가 진행 중이었고, 레이테만 해전에서도 지근탄으로 침수 피해를 받았었다. 어뢰가 명중한 구멍에 리벳 이음매도 침수하였고 서서히 파손 범위가 넓어지며 경사가 심해지게 되었다. 경사 12도가 되어 함장은 좌현 부포 지휘관 겸 호위병사 사령관인 사토 중위를 불러 함장실의 천황 어진을 함교로 옮기게 했다. 오전 5시에도 11노트로 항행하고 있었고 승무원 중 그 누구도 어뢰 2발로 침몰한다는 생각을 하지 못한 채 낙관적으로 보고 있었기 때문에 구축함을 접현하여 승무원을 대피시키지 못했다. 응급 결사대가 잠수 도구를 착용하고 작업에 들어갔지만 이미 늦었고, 경사 18도가 되어서야 사령관 및 함장으로부터 총원 퇴함 명령이 내려졌다. 5시 20분에는 기관 정지, 10분 후인 오전 5시 30분에 전복하였다. 침몰 직전 탄약고에서 큰 폭발이 일어나 함선 중앙 부근에 있던 많은 승무원이 희생되었다. 어뢰가 명중하고 침몰까지 2시간이나 있었음에도 불구하고 피해를 과소평가하여 총원 퇴함 판단이 늦어졌기 때문에 시마자키 토시오 함장, 제3전대 사령관 스즈키 요시오 소장 이하 1,300명이 전사하게 되었다. 이소카제, 하마카제는 준사관 이상 13명, 하사관병 224명, 총 237명을 구조했다고 전해진다(하마카제 : 준사관 이상 7명, 하사관병 139명. 이소카제 : 준사관 이상 부장 이하 6명, 하사관병 85명). 23일, 하마카제는 야하기에게 구조한 콩고 승무원을 인도하였다. 이후 제17구축대는 일본 귀환 후 요코스카로 회항 중인 나가토의 호위 임무를 맡은 후 야마토급 전함을 개조한 항공모함 시나노의 구레 회항 호위 임무를 맡았다. 콩고는 일본 전함 중 유일하게 잠수함의 뇌격으로 침몰한 함이었다. 1945년 1월 20일, 콩고와 중순양함 2척(구마노, 나치)와 함께 제적되었다.

## 전후

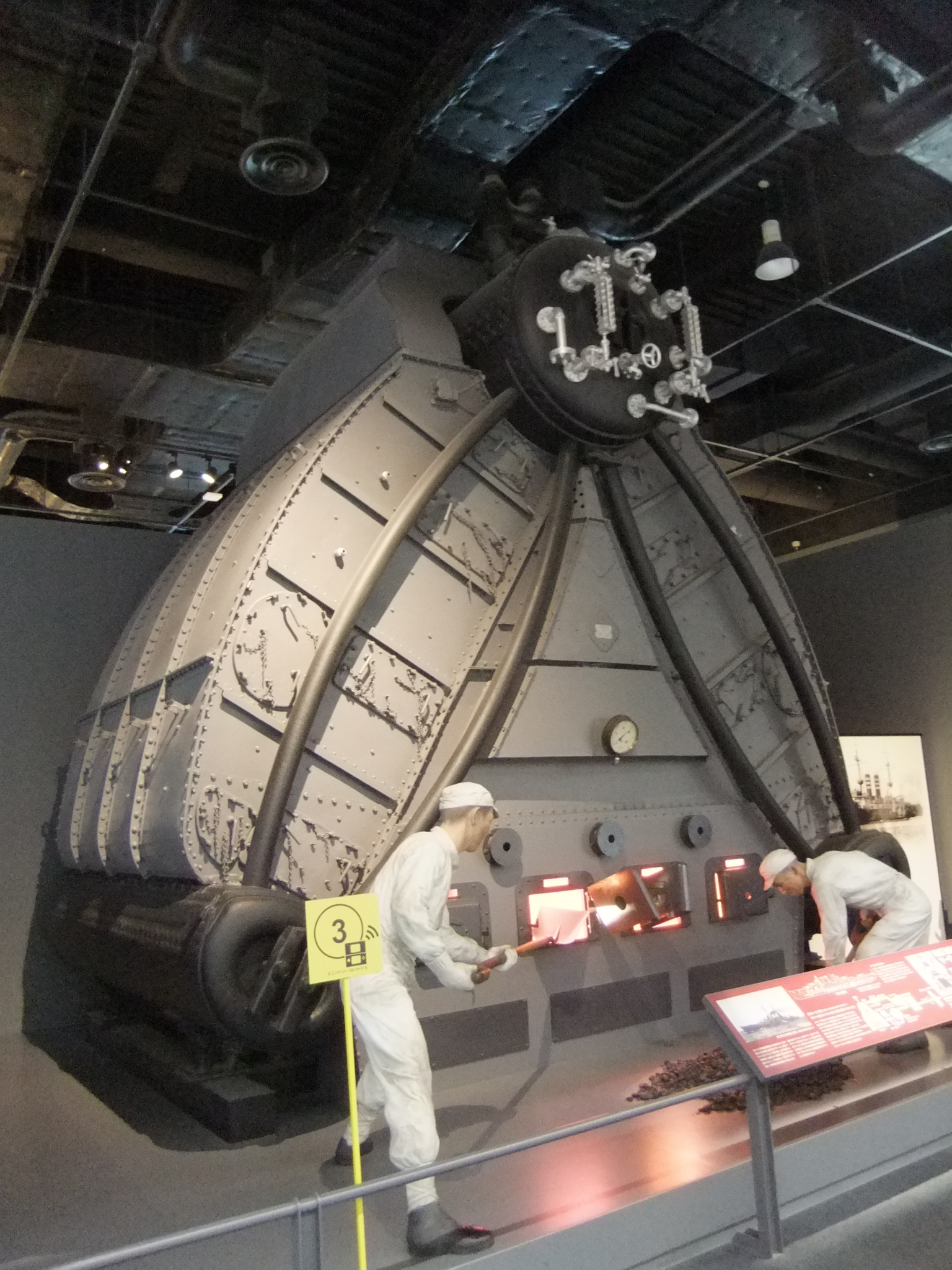
구레 시 해사 역사 과학관에 전시되어 있는 콩고의 이호 보일러

현재 콩고의 위령비는 나가사키현 사세보시 구 해군묘지 히가시 공원에 있다.
1930년 제1차 개장으로 떼어진 콩고의 보일러는 현재 구레 시 해사 역사 과학관에 전시되어 있으며 2008년 중요 과학 기술사 자료(미래 기술 유산) 제00002호로 지정되었다.
콩고의 침몰 당시 함수에 올려진 군함기는 승무원이 회수하였고 이 승무원이 포로가 된 중화민국에 접수되었으나 1969년 반환되어 해군의 OB회 '구로시오회(黒潮会)'에 의해 관리되었다. 이후 2009년 회원의 고령화로 해산된 후 군함기를 회수한 승무원의 고향인 후쿠오카현 이즈카시에 기증하여 이즈카 시 역사 자료관에 보존되고 있다.

## 함력
- 1911년 1월 17일 - 영국 비커스, 배로 인 퍼니스 조선소에서 기공.
- 1912년 5월 18일 - 진수. 같은 날 이호 장갑 순양함은 '콩고'로 명명.
- 1913년 8월 16일 - 준공. 같은 날 함정류별 등급표에 등록(순양전함). 일본으로 회항하여 요코스카 진수부에 입적.
  - 11월 5일 - 요코스카에 도착.
- 1914년 - 제1차 세계 대전으로 인한 태평양 항로 보호를 위해 미드웨이 방면 초계.
- 1928년 10월 20일 ~ 1931년 9월 20일 - 제1차 개장 실시. 수평 및 수중 방어를 강화한 결과 배수량이 증가해 속도가 저하하였기 때문에 1931년 6월 전함으로 함종을 변경하였다.
- 1931년 12월 1일 ~ 1933년 2월 3일 - 연합함대 기함이 된다. 이 다음 무츠가 맡게 된다.
- 1933년 5월 11일 ~ 1933년 6월 13일 - 연합함대 기함이 된다. 이 다음 무츠가 맡게 된다.
- 1933년 10월 3일 ~ 1934년 11월 15일 - 연합함대 기함이 된다. 이 다음 후소가 맡게 된다.
- 1935년 6월 1일 ~ 1937년 1월 8일 - 사세보 진수부로 이적. 제2차 개장 실시. 보일러와 주 기관 변경, 장거리 포격전 능력을 강화했다. 기관 출력은 2배로 증가해 속도는 건조 당시보다 높은 30노트에 도달하여 고속전함이 되었다.
- 1941년 12월 ~ - 태평양 전쟁 개전 당시 싱가포르에 있던 영국 해군 동양 함대의 기함 프린스 오브 웨일스와 리펄스의 대책으로 하루나와 함께 말레이 방면으로 진출. 이후 항모 기동부대의 수반함으로 인도양 작전에 참가.
- 1942년 10월 13일 - 하루나와 함께 과달카날섬의 핸더슨 비행장을 포격.
- 1944년 10월 - 레이테만 해전에 참가, 사무르섬 해상에서 존 C. 버틀러급 호위 구축함 사무엘 B. 로버츠에 피해를 입히고 호위항모 갬비어 베이에 거리 2,000m까지 접근하여 포격함.
- 1944년 11월 21일 - 사무르 해전 후 귀환 중에 타이완 해협에서 오전 3시 6분, 미 해군 발라오급 잠수함 시 라이온의 어뢰 공격으로 6발 중 2발이 곤고 좌현에 명중하여 오전 5시 30분 지룽 북쪽에서 침몰.

## 주요 성능
| 항목      | 건조 당시 (1913년)                                                      | 1차 개장 후 (1930년)                                                         | 2차 개장 후 (1938년)          | 최종 (1944년)                                |
| --------- | ----------------------------------------------------------------------- | ---------------------------------------------------------------------------- | ----------------------------- | -------------------------------------------- |
| 배수량    | 상비 : 27,500t                                                          | 기준 : 29,330t                                                               | 기준 : 32,200t 공시 : 36,314t |                                              |
| 전장      | 214.6m                                                                  | 214.6m                                                                       | 222m                          | 222m                                         |
| 전폭      | 28.04m                                                                  | 31.02m                                                                       | 31.02m                        | 31.02m                                       |
| 흘수      | 8.38m                                                                   | 8.65m                                                                        | 9.6m                          |                                              |
| 주 보일러 | 이호 혼소 보일러 36기                                                   | 로호 함본식 전소 보일러 4기 로호 함본식 혼소 보일러 6기                      | 로호 함본식 보일러 8기        | 로호 함본식 보일러 8기                       |
| 주 기관   | 파슨스식 직결 터빈 2기 4축                                              | 파슨스식 직결 터빈 2기 4축                                                   | 함본식 터빈 4기 4축           | 함본식 터빈 4기 4축                          |
| 축 마력   | 64,000shp                                                               |                                                                              | 136,000shp                    | 136,000shp                                   |
| 속력      | 27.5kt                                                                  | 26kt                                                                         | 30.3kt                        |                                              |
| 항속거리  | 8,000해리/14kt                                                          | 9,500해리/14kt                                                               | 10,000해리/18kt               |                                              |
| 연료      | 석탄 : 4,000t 중유 : 1,000t                                             | 석탄 : 2,661t 중유 : 3,292t                                                  | 중유 : 6,000t                 |                                              |
| 승무원    | 1,201명                                                                 |                                                                              |                               |                                              |
| 주포      | 비커스식 35.6cm 연장포 4기                                              | 비커스식 35.6cm 연장포 4기                                                   | 비커스식 35.6cm 연장포 4기    | 비커스식 35.6cm 연장포 4기                   |
| 부포      | 비커스식 15.2cm 단장포 16문                                             | 비커스식 15.2cm 단장포 16문                                                  | 동일 함포 14문                | 동일 함포 8문                                |
| 고각포    | 없음                                                                    | 8cm 단포 7문                                                                 | 12.7cm 연장포 4기             | 동일 함포 6기                                |
| 기총      | 없음                                                                    | 없음                                                                         | 25mm 연장 10기                | 25mm 3연장 18기 25mm 연장 8기 25mm 단장 30정 |
| 어뢰      | 53cm 수중 발사관 8개                                                    | 53cm 수중 발사관 4개                                                         | 없음?                         | 없음?                                        |
| 이 외     | 8cm 단포 12문                                                           |                                                                              |                               | 21호 전탐 1기 22호 전탐 2기 13호 전탐 2기    |
| 장갑      | 흘수선 203mm 갑판 19mm 주포 덮개 75mm 주포 앞쪽 방패 250mm 부포곽 152mm | 흘수선 203mm 갑판 19mm※※ 주포 덮개 152mm 주포 앞쪽 방패 250mm? 부포곽 152mm? |                               |                                              |
| 탑재기    | 없음                                                                    | 3기                                                                          | 3기 캐터펄트 1기              | 3기 캐터펄트 1기                             |

※ 공백은 불명확. 1944년은 추정도 포함.
※※ 수평 방어 보일러실 64mm. 기관실 83~89mm, 탄약고 102~114mm, 조타실 76mm 등.

### 공시 성적
| 상태        | 배수량  | 출력      | 속력     | 시행일           | 시행 장소            | 비고 |
| ----------- | ------- | --------- | -------- | ---------------- | -------------------- | ---- |
| 준공 당시   | 27,580t | 78,275shp | 27.54kt  | 1913년 5월 8일   | 영국 클라이드만      |      |
| 1차 개장 후 |         |           | 25.374kt | 1931년 8월 4일   | 다테야마 해상 표주간 |      |
| 2차 개장 후 |         |           | 30.27kt  | 1936년 11월 14일 |                      |      |